# Буглак Валентин Владиславович
Валентин Владиславович Буглак (нар. 1 січня 1963 — пом. 18 липня 1996, Чернігів, Україна) — радянський та український футболіст, нападник. Більшість кар'єри провів у чернігівській «Десні».

## Життєпис
Футбольну кар'єру розпочав 1981 року в клубі Другої ліги СРСР «Десна». У чернігівському клубі провів 3 сезони. Напередодні старту сезону 1984 року перебрався до «Металурга». У футболці запорізького клубу дебютував 18 лютого 1984 року в переможному (2:0) домашньому поєдинку 1/32 фіналу кубку СРСР проти куйбишевських «Крил Рад». Валентин вийшов на поле на 66-й хвилині, замінивши Олександра Пряжникова. У Першій лізі СРСР дебютував 8 квітня 1984 року в нічийному (0:0) виїзному поєдинку 1-го туру проти «Спартака». Буглак вийшов на поле на 74-й хвилині, замінивши Євгена Шахова. У сезоні 1984 року провів 24 матчі в Другій лізі та 3 поєдинки в кубку СРСР.
Наступного року повернувся до «Десни», у футболці якої грав у Другій та Другій нижчій лігах СРСР. У 1992 році став одним з гравців «Десни», який взяв участь у першому розіграші Першої ліги України. У вище вказаному турнірі дебютував 14 березня 1992 року в програному (0:3) виїзному поєдинку 1-го туру підгрупи 1 проти севастопольської «Чайки». Валентин вийшов на поле з капітанською пов'язкою в стартовому складі та відіграв увесь матч. Єдиним голом у Першій лізі відзначився 3 квітня 1992 року на 8-й хвилині переможного (2:0) домашнього поєдинку 6-го туру підгрупи 1 проти дрогобицької «Галичини». Буглак вийшов на поле в стартовому складі та відіграв увесь матч. Загалом у чемпіонатах СРСР / України з 1988 по 1992 рік провів 158 матчів (12 голів). З 1992 по 1994 рік виступав за аматорському рівні за чернігівський «Текстильник». Помер 18 липня 1996 року в Чернігові.